# ليوبولدو كونتاربيو
ليوبولدو كونتاربيو (بالإسبانية: Leopoldo Contarbio) (الميلاد 1929 - الوفاة 1993) كان لاعب كرة سلة أرجنتيني.

## الميداليات
| الميدالية | المسابقة                         |
| --------- | -------------------------------- |
| ذهبية     | بطولة كأس العالم لكرة السلة 1950 |

## روابط خارجية
- ليوبولدو كونتاربيو على موقع الاتحاد الدولي لكرة السلة (الإنجليزية)
- ليوبولدو كونتاربيو على موقع الاتحاد الدولي لكرة السلة (الإنجليزية)
- ليوبولدو كونتاربيو على موقع سبورتس رفرنس (الإنجليزية)
- ليوبولدو كونتاربيو على موقع أوليمبيديا (الإنجليزية)